# ریو گوتو
ریو گوتو (انگلیسی: Ryo Goto؛ زادهٔ ۲۵ اوت ۱۹۸۶) بازیکن فوتبال اهل ژاپن است.